# Dehtearka, Popilnea
Dehtearka (în ucraineană Дехтярка) este un sat în comuna Romanivka din raionul Popilnea, regiunea Jîtomîr, Ucraina.

## Demografie
Componența lingvistică a localității Dehtearka
     Ucraineană (100%)
Conform recensământului din 2001, toată populația localității Dehtearka era vorbitoare de ucraineană (100%).